# Grandes Lanches
Les Grandes Lanches sont une montagne de France située en Haute-Savoie, au-dessus du lac d'Annecy.

## Géographie
La montagne se trouve au sud-est d'Annecy, à l'est de son lac, au sud-ouest de Thônes et au nord-ouest de la Tournette. À ses pieds au nord-ouest se trouve le village d'Alex. Elle forme une falaise orientée nord-sud, sommet d'un crêt de calcaire urgonien marquant, avec le Lanfonnet juste au sud, le rebord occidental d'un synclinal perché. Par symétrie, le rebord oriental de ce synclinal est formé par le roc Lancrenaz et l'arête Couturier, entre les deux s'étendant l'aulp de Riant et le vallon du Lindion ; à l'ouest, les dents de Lanfon constituent une butte-témoin de ce plissement. Le point culminant de la montagne est la pointe de Talamarche, à 1 852 mètres d'altitude, son extrémité septentrionale dominant la vallée du Fier étant la dent du Cruet à 1 833 mètres d'altitude, se prolongeant par l'arête de Lanche Noire. D'un point de vue administratif, les Grandes Lanches sont partagées entre les territoires communaux d'Alex à l'ouest et de la Balme-de-Thuy à l'est.
Le sentier de randonnée emprunté par le GR 96 et le GRP Massif de Tournette-Aravis entre l'aulp Riant au sud et le vallon du Lindion au nord passe par la pointe de Talamarche puis longe le pied de la dent du Cruet à l'est de celle-ci. De la pointe de Talamarche, un sentier peu fréquenté reste au sommet de la falaise et permet de gagner le sommet de la dent du Cruet. Le sentier du GRP Tour du Lac d'Annecy passe au pied des falaises à l'ouest, descendant de l'aulp Riant jusqu'à Alex.

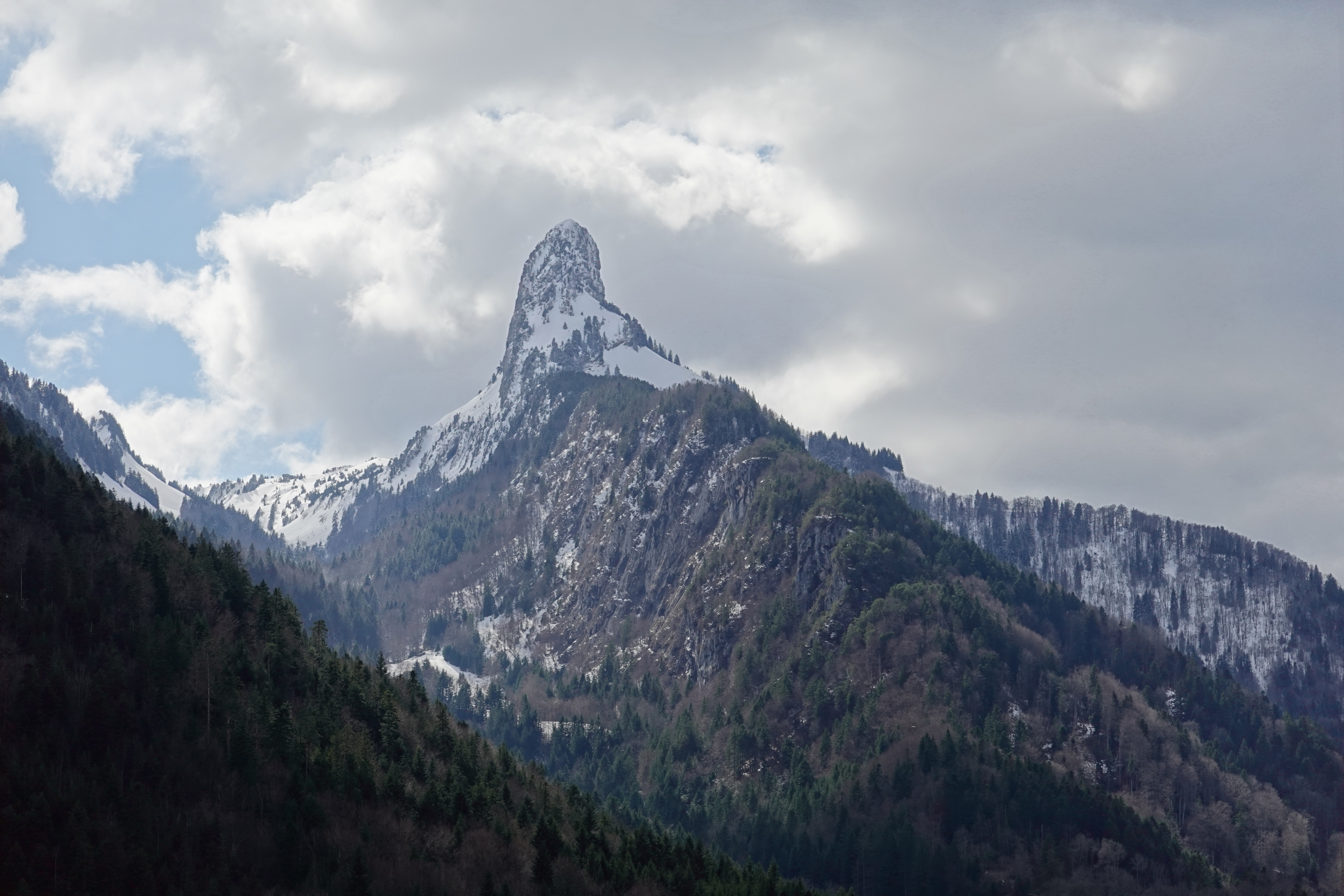
Vue de la dent du Cruet depuis la Balme-de-Thuy au nord-est.

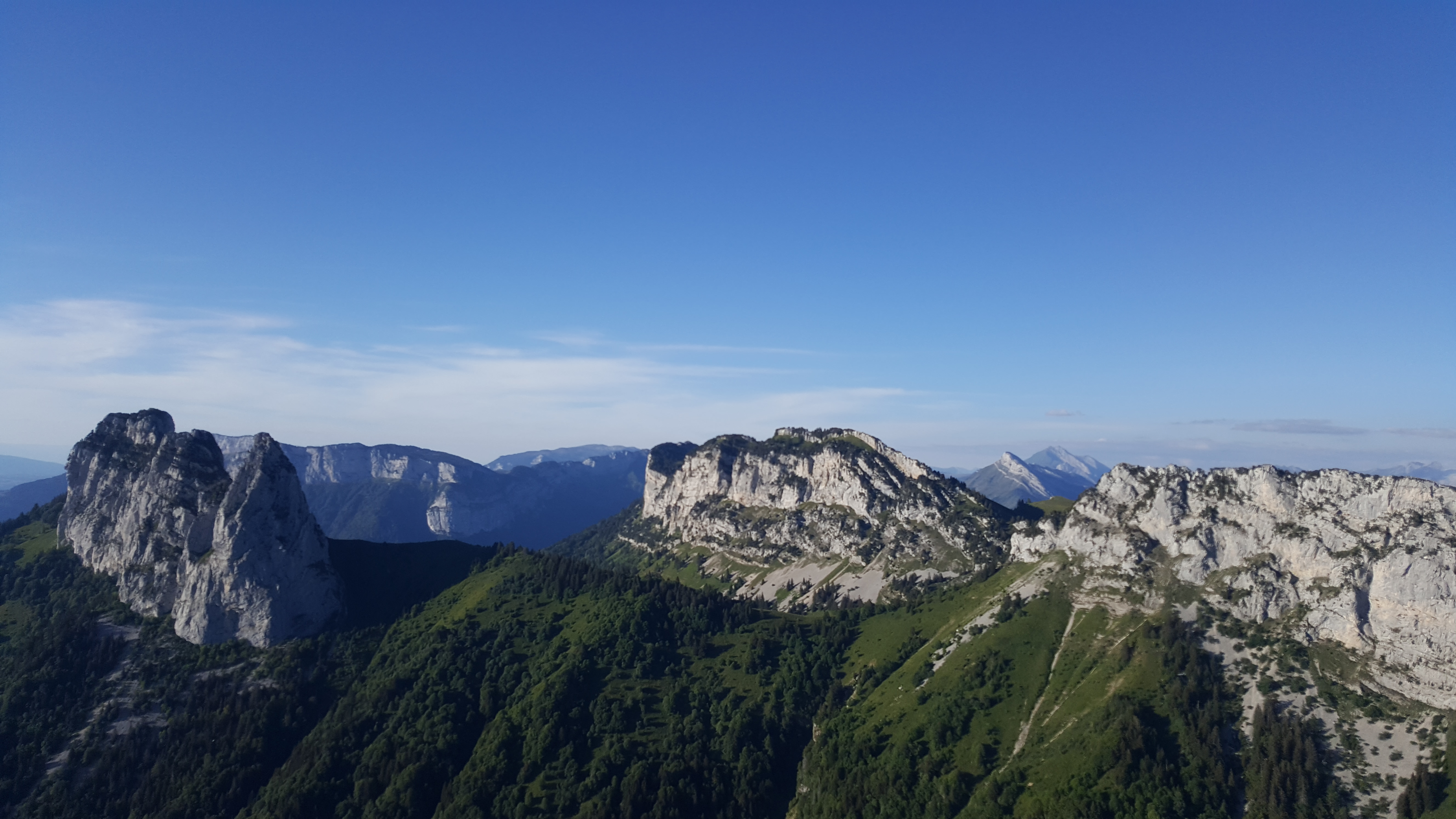
Vue aérienne depuis le sud-ouest des dents de Lanfon (à gauche), des Grandes lanches (au centre) et du Lanfonnet (à droite).

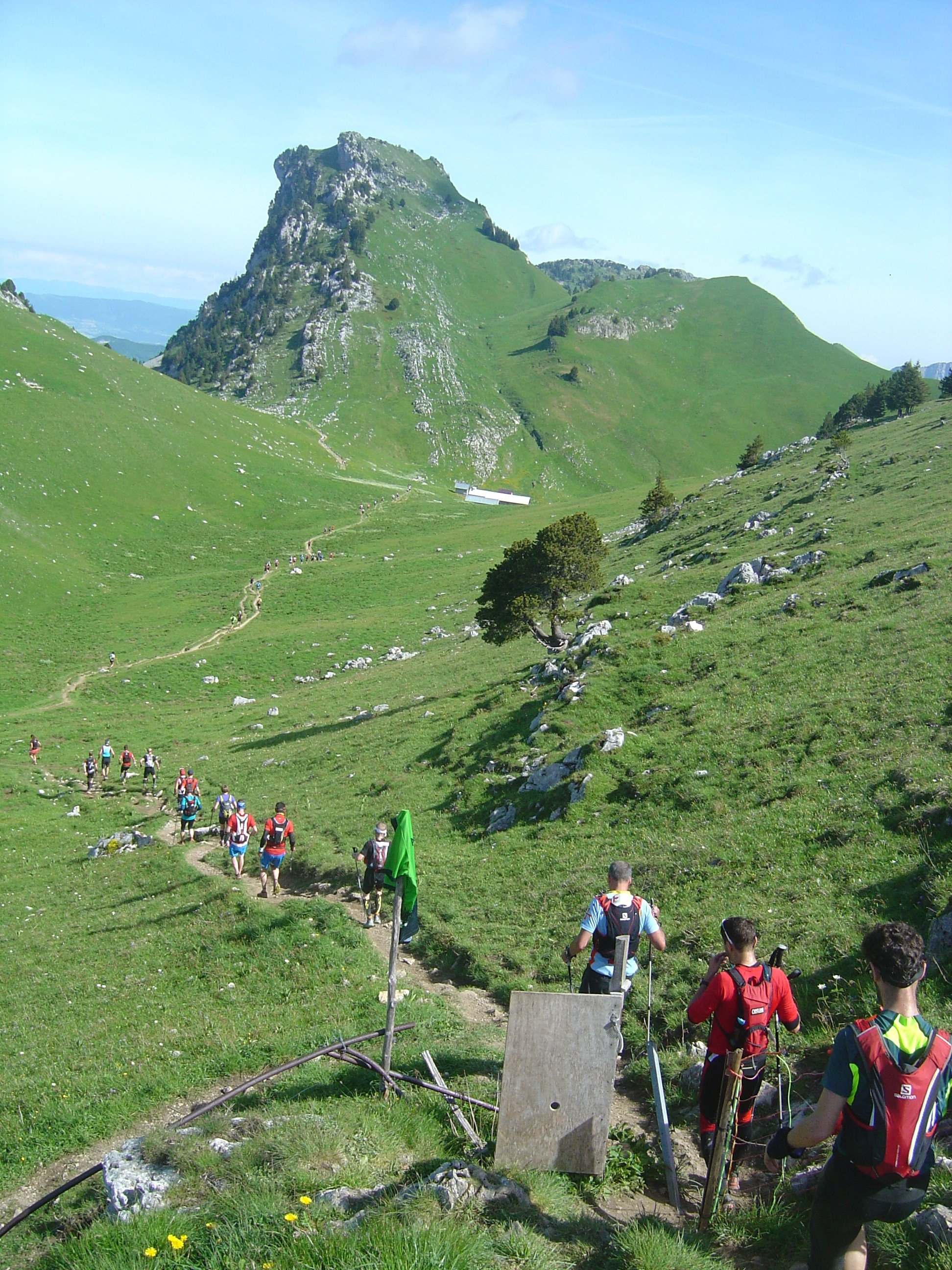
Des participants à l'édition 2015 de la Maxi-Race s'engageant dans l'aulp Riant avant de passer au pied de la pointe de Talamarche, extrémité méridionale des Grandes Lanches.